# Maevia
Maevia là một chi nhện trong họ Salticidae.

## Hình ảnh

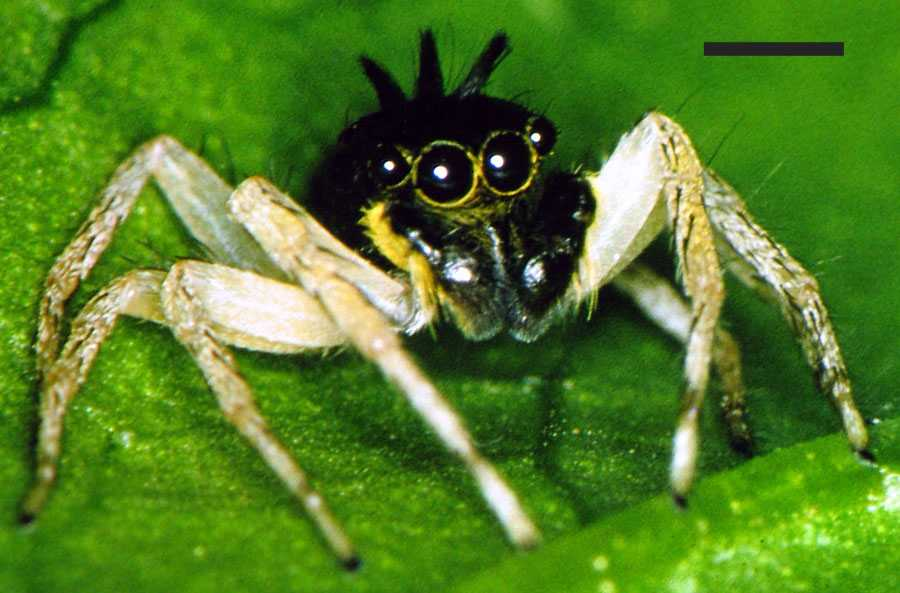
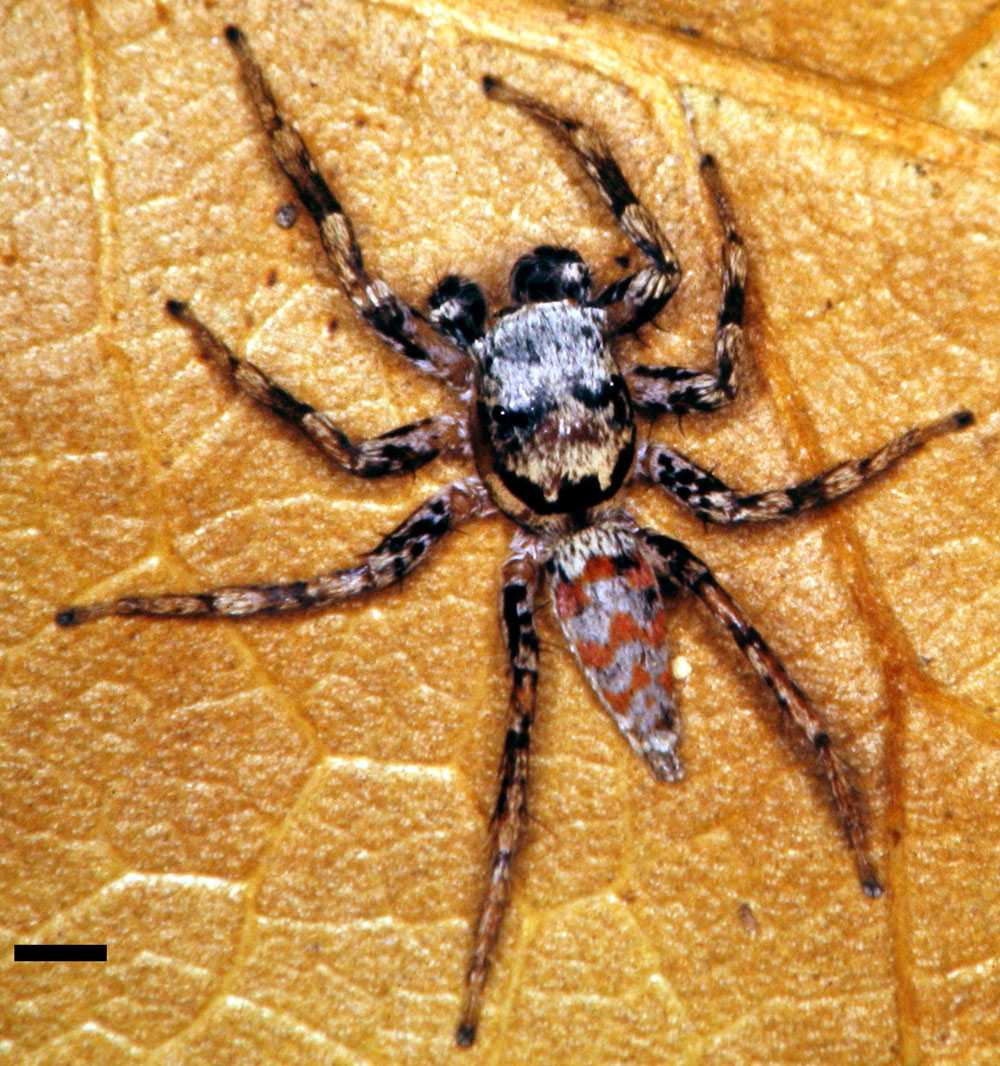
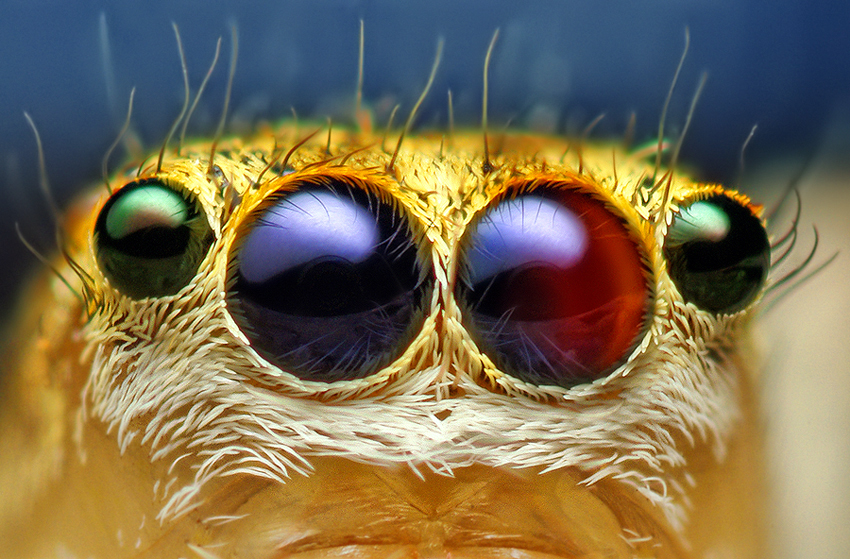
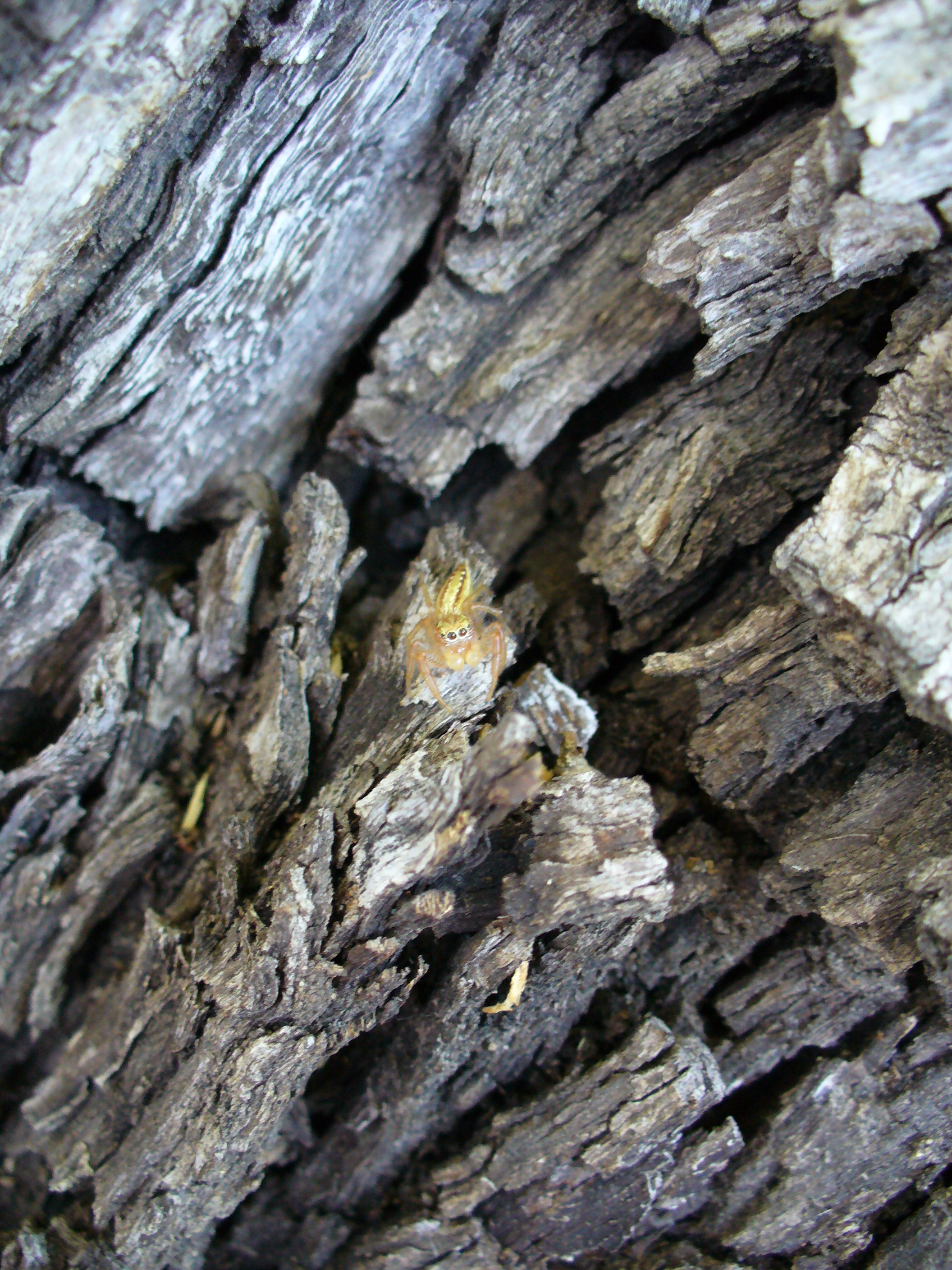